# Geschiedenis van Polen
Dit artikel geeft een beknopt overzicht van de geschiedenis van Polen.

## Oudste geschiedenis
Die oudste menselijke sporen zijn ca 100 000 jaar oud. De Neanderthalers (Homo sapiens neandertalis), die gebieden in het zuiden bewoonden waren jagers.
Rond 500 v.Chr. vestigden zich de eerste Germanen in het gebied van het huidige Polen. Enigen van hen, de Vandalen, begonnen zich ongeveer 120 v.Chr. in Silezië te vestigen. Dit kan gezien worden als deel van de sinds de bronstijd sterke Scandinavische invloed op Polen. De archeologische vondsten worden gecatalogeerd onder, de Przeworskcultuur. De cultuur ontleent haar naam aan een begraafplaats nabij Przeworsk waar de eerste artefacten werden gevonden.
Het verval van de cultuur in de late 4e eeuw valt samen met de inval van de Hunnen en de daaropvolgende westwaartse beweging van de Germaanse volkeren.
Pas daarna begonnen Slavische stammen, waarschijnlijk onder druk van de Avaren, die omstreeks 550 uit Oost-Europa kwamen, zich in het vrijwel ontvolkte gebied te vestigen. Zoals eerst in de 4e eeuw de Hunnen de status quo in beweging brachten, dreven in de 6e en de 7e eeuw de Avaren andere volken voor zich uit en veranderden de etnische kaart van Europa. Ze joegen de Slavische volkeren uit hun thuisland tussen de Karpaten en de Don naar het zuiden en het westen. De Westelijke Slaven overschreden rond 600 de Elbe-Saalelinie. West-Slavische stammen waren de Abodriten, Veleti, Lutici, Sorben en ook de stam waaruit zich later de Polen zouden ontwikkelen, de Polanen.
De eerste pogingen tot de vorming van een staat door de West-Slaven vond plaats ten zuiden van het huidige Polen, in het gebied van het huidige Tsjechië en Slowakije. Rond 626 werd in de strijd tegen het rijk der Avaren het rijk van Samo gesticht. Vanaf de tijd dat dit rijk vermoedelijk alweer rond 660 uiteengevallen was, valt er tot omstreeks 800 een leemte in de geschiedschrijving over de West-Slaven.
Bronnen treffen we pas weer aan tegen het einde van de 8e eeuw. Deze geven informatie over de strijd van de Karolingische Rijk tegen de Avaren (791-796/803). In 805/806 werd door het Karolingische Rijk ter verdediging van de oostgrens een verdedigingslinie opgericht, de Limes Sorabicus. In 808 deporteerde Karel de Grote duizenden Saksen uit Noordoost-Duitsland en gaf hun land aan de Abodriten, die bij de verovering van Saksen zijn bondgenoten waren geweest.
In de door Karel de Grote op de Avaren veroverde gebieden ontstonden kleine vorstendommen die gelieerd waren aan het rijk van Karel de Grote. Belangrijke rollen speelden vooral de vorstendommen van Moravië en Nitra (in Slowakije, waaruit omstreeks 830 het Moravische Rijk ontstond. Onder Svatopluk I bereikte dit rijk zijn grootste omvang en breidde zich uit tot delen van het huidige Polen, zoals Silezië en Klein-Polen. Het land tussen de Warthe en de Oder werd daarbij door keizer Arnulf van Karinthië in leen gegeven. Moravië en Bohemen vielen meer dan 100 jaar lang onder het aartsbisdom Regensburg.
Het inmiddels christelijk geworden Moravische Rijk werkte de politieke vereniging van de Poolse krachten in de hand. Het Polaanse rijk werd naar Moravisch voorbeeld ingericht. In de 9e eeuw berichtte een Beierse aardrijkskundige voor de eerste maal over de Polaanse stammenstructuur in het huidige Polen. De missionaris onder de Slaven, Methodius, sprak in overdreven bewoordingen van een machtige staat van de stam van de Wislanen, die reeds in de 9e eeuw bestond en door hem naar de Grieks-Byzantijnse traditie gekerstend was. Daartegenover kwam vanuit het westen de Roomse vorm van het christendom naar de Poolse gebieden, gedragen door Duitse vorsten en de bisschop van Maagdenburg. De strijd om de macht tussen oost en west was echter nog lang niet beslist.
Verdere voortgang op de weg van autonome staatkundige ontwikkeling werd door de Hongaarse rooftochten begunstigd. Onder leiding van hun vorst Árpád drongen de Magyaren Midden-Europa binnen en hielden daar een halve eeuw huis. Pas na hun vernietigende nederlaag in de Slag op het Lechveld in 955 bij Augsburg tegen keizer Otto I trokken zij zich in wat hun Hongaarse stamland zou worden terug. Dit effende de weg voor de staatsrechtelijke consolidering van Polen. De tijd was daar gunstig voor, want ook de Duitse keizers, koningen en bisschoppen moesten hun eigen gebieden herstellen van de Hongaarse plundertochten en maakten geen aanstalten hun rijk naar het oosten uit te breiden.

## Geschiedenis 966-1572
De staatsvorming was in handen van een aantal verwante vorstengeslachten, de zogenaamde Piasten, die regionaal het gezag uitoefenden over de lagere adel. In 965 trouwde de Piast Mieszko I met de zuster van de hertog van Bohemen en in 966 na Christus bekeerde vorst Mieszko I zich tot het christendom. Hierdoor plaatste hij zich onder de bescherming van de paus. Zijn bekering tot het christendom leek voornamelijk politiek te zijn. Otto de Grote, keizer van het Heilig Roomse Rijk had zijn rijk al uitgebreid tot aan de Oder en zou zonder de bekering van Mieszko I diens heidens rijk hebben willen kerstenen en inlijven. Mieszko I was dus de enige die tegen deze bedreigingen kon optreden en hij verenigde de verschillende Slavische stammen op de laagvlakte tussen de rivieren Oder en Wisła (Vistula, Weichsel). Zijn zoon, koning Bolesław de Dappere werd tot eerste koning gekroond van Polen, een aanduiding afkomstig van het Slavische woord Pole, hetgeen veld of vlakte betekent.

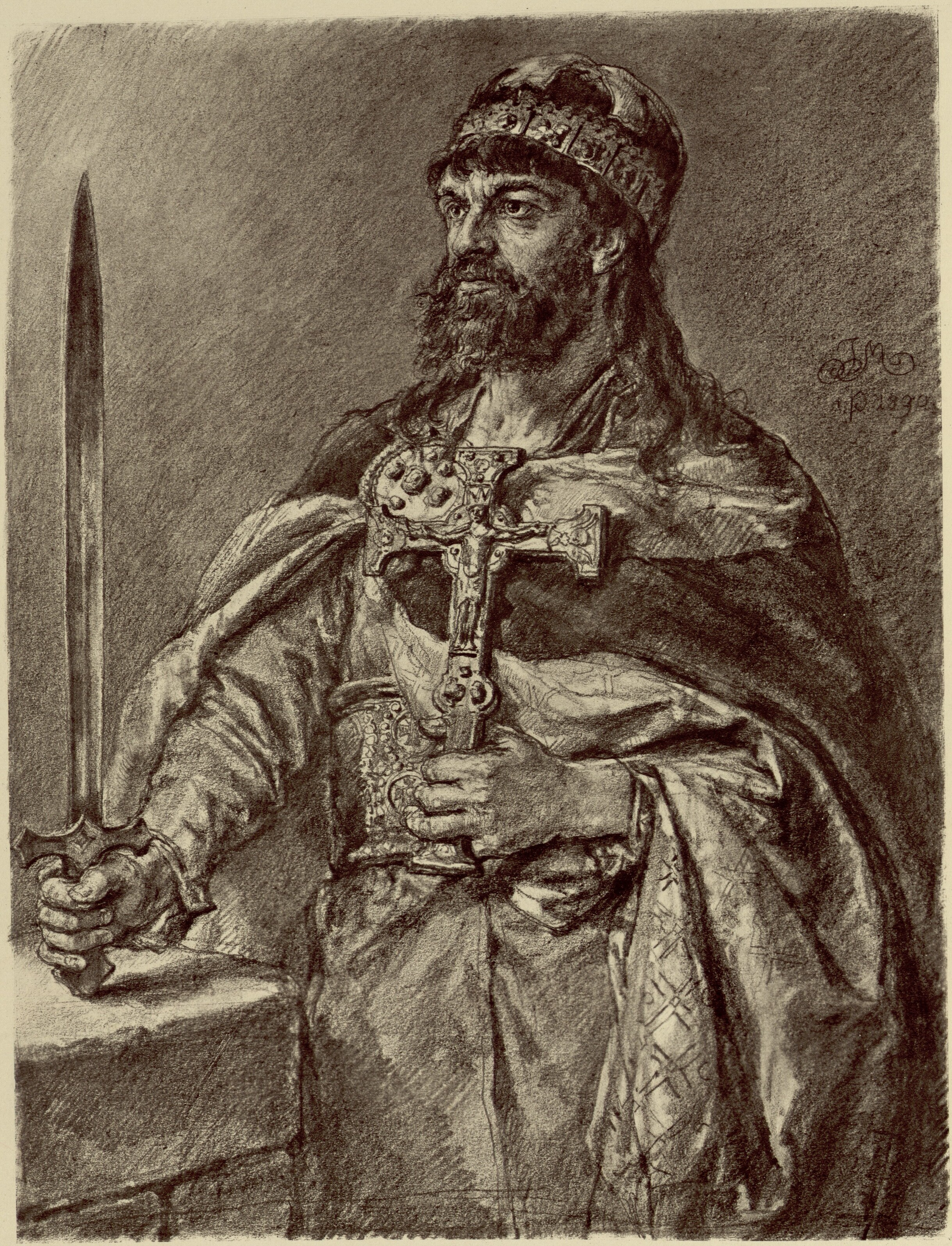
Mieszko I. Een geïdealiseerd 20e-eeuws portret. Er zijn geen portretten uit die tijd bewaard gebleven.

Al onmiddellijk werd het centrale gezag op de proef gesteld door een heidense opstand onder leiding van de lagere adel die de centralisering niet kon aanvaarden. Na hun nederlaag bleef het koninkrijk instabiel. Te grote expansieneigingen breidden het koninklijk gezag korte tijd uit over Bohemen en Pommeren, en zelfs westwaarts tot over de Oder, maar dat vergde te veel organisatiekracht. Bohemen, inmiddels ook een koninkrijk, wist de piasten van Silezië tot een oriëntatie op Praag te bewegen, terwijl Pommeren zich de status van autonoom hertogdom toekende. Omdat Bohemen deel van het Duitse Rijk was en Pommeren om zijn zefstandigheid te garanderen de Duitse keizer ook als leenheer aanzocht, werden beide gebieden gaandeweg onderdeel van de Duitse cultuurwereld.
De grenzen van het Koninkrijk Polen van de Piasten, de nakomelingen van Mieszko I, verschilden niet al te veel met die van het huidige Polen. Hoofdstad was aanvankelijk de stad Gniezno, maar omstreeks 1100 werd die verplaatst naar Krakau. Latere koningen slaagden er echter niet in de eenheid van het land te bewaren. De gewoonte bestond jongere zonen te benoemen tot hertog over een deel van het land, omdat het in de middeleeuwse omstandigheden moeilijk was een centraal gezag uit te oefenen over een zo groot gebied. Dat leidde dan vaak tot onderlinge oorlogen over de opvolging. In de 12e eeuw valt het land daardoor geleidelijk uiteen, eerst in de vijf deelvorstendommen Groot-Polen (rondom Poznań), Pommeren (de zeekust), Mazovië (rondom Warschau), Klein-Polen (rondom Krakau) en Silezië. Later zouden sommige van die deelvorstendommen op hun beurt worden opgedeeld, zodat Polen omstreeks 1240 uit tien vorstendommen bestond, die weinig vermogen hadden tot gemeenschappelijke actie.
De piastengeslachten in Silezië en de hertogen van Pommeren speelden vanaf de 13e eeuw geen rol meer in de Poolse machtsverhoudingen en verwikkelingen. Zij zochten definitief hun plaats in het Duitse, zogeheten Heilige Roomse Rijk. Zeker nadat in 1242 een invasie van de Mongolen verschrikkelijke verwoestingen had aangericht en het Poolse koninklijk gezag daar niet tegen opgewassen bleek.
Een van de deelvorsten, Wladislaus de Grote, slaagde er omstreeks 1320 in zijn gezag te doen gelden over de andere deelvorstendommen. Alleen Pommeren en Silezië bleven buiten zijn machtssfeer. Onder zijn zoon Casimir de Grote (1333-1370) moderniseerde Polen; de universiteit van Krakau (1364) werd opgericht, de economie groeide sterk en het land werd in oostelijke richting uitgebreid met het vorstendom Galicië. Van hem werd gezegd, dat Polen van hout was toen hij koning werd, maar van steen toen hij stierf. In het kader van de modernisering nodigde hij grote aantallen Duitsers en Joden uit om zich in zijn land te komen vestigen.
In 1386 werden Koninkrijk Polen en Grootvorstendom Litouwen samengevoegd in Unie van Krevo tot een gemenebest onder heerschappij van Władysław Jagiello, grootvorst van Litouwen, die door zijn huwelijk met kroonprinses Hedwig van Polen ook koning van Polen werd (1386-1434). Het huwelijk had een duidelijk geopolitiek doel: Polen en Litouwen te verenigen tot een sterk blok, dat zich goed zou kunnen verdedigen tegen de dreiging van de Duitse Orde, die de gehele Oostzeekust beheerste. In 1410 behaalde het Pools-Litouwse leger in de Slag bij Grunwald een grote overwinning op de Duitse Orde.
Na de tweede nederlaag in de oorlog van 1453-1466 was de Duitse Orde zelfs gedwongen om West-Pruisen met Danzig (min of meer samenvallend met het gebied van de latere Poolse corridor) aan Polen af te staan en voor Oost-Pruisen de leenhorigheid aan de Poolse koning te erkennen.

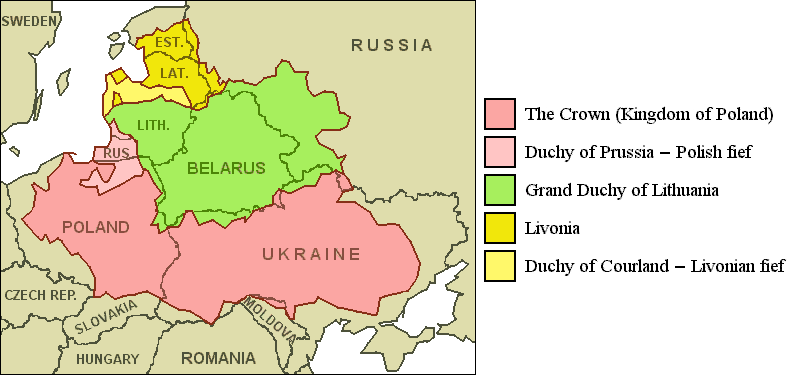
Het gemenebest

Het Pools-Litouwse Gemenebest was tussen 1386 en 1772 qua oppervlakte (tezamen met het grootvorstendom Moskou en het Ottomaanse Rijk) een van de grootste rijken van Europa, dat zich uitstrekt vanaf de Oostzee tot aan de Zwarte Zee, met het huidige Wit-Rusland en grote delen van het huidige Oekraïne binnen zijn grenzen.
Door de in 16e eeuw optredende bevolkingsgroei in Polen-Litouwen kon het landbouwareaal flink worden uitgebreid. Bovendien was in die tijd de vraag naar graan in West-Europa sterk toegenomen, waardoor de graanprijzen sterk stegen. Polen werd nu een betrekkelijk rijk land. Deze rijkdom had ook een grote culturele opbloei tot gevolg. In de tijd van Sigismund I de Oude (1506-1548) en zijn zoon Sigismund II August (1548-1572) kwam in Polen een barokcultuur tot bloei die schatplichtig was aan vooral Italiaanse en ook aan Boheemse kunstenaars. In deze periode bestond in Polen religieus verdraagzaamheid. De koning bleef weliswaar Rooms-katholiek en de katholieke godsdienst domineerde, maar joden en protestanten (lutheranen, calvinisten en zelfs unitariërs) werden getolereerd, dat wil zeggen dat vooral calvinistische gemeenten op het platteland onder gezag van adellijke families tot stand kwamen, en dat lutheranen zich in de Duitssprekende steden organiseerden, terwijl de Wit-Russische en Oekraïense bevolking in het oosten haar orthodoxe geloof binnen een autonome kerkorde mocht belijden.
Polen-Litouwen was destijds toevluchtsoord voor met name vervolgde joden elders in Europa, met als gevolg dat Polen begin 20e eeuw de grootste concentratie joden in Europa zou hebben. In de laatste twee decennia van de 16e eeuw kwam aan de tolerantie een einde toen de jezuïtenorde de vrije hand kreeg om het kerkelijk leven met dwang en geweld te uniformeren. De calvinistische gemeenten verdwenen omdat de plattelandsadel zich neerlegde bij deze Contrareformatie. In enkele belangrijke steden, zoals Danzig, Thorn en Elbing, wisten de lutheranen in onderhandeling met de koning voor hun geloof nog wel een autonoom statuut te verwerven. De orthodoxen wisten hun autonomie met Russische steun te handhaven en de joden werden voorlopig ongemoeid gelaten omdat zij te belangrijk waren voor de koninklijke schatkist. Het was hoofdzakelijk de adel die van de nieuwe welvaart profiteerde, want de horigheid van de boerenbevolking verscherpte in deze periode.
Latere koningen van Polen moesten steeds meer concessies doen aan de Sejm, het adelsparlement, dat tot elke prijs wilde voorkomen dat Polen net zo'n absolute monarchie werd als koninkrijk Frankrijk of Moscovië (Rusland). Door hun – niet van eigenbelang gespeende – vrijheidszin ondermijnden de edellieden langzamerhand het Pools-Litouwse Gemenebest, dat in deze periode ook wel de Pools-Litouwse Adelsrepubliek werd genoemd. De "Poolse Landdag" was spreekwoordelijk geworden voor een wanordelijke vergadering. De koning kon geen besluiten nemen zonder toestemming van de Sejm, die op zijn beurt alleen besluiten kon nemen met eenparigheid van stemmen ("liberum veto"). In 1548 matigde de Sejm zich bovendien het recht aan om, na het overlijden van Sigismund II (van wie werd aangenomen dat hij geen wettige zonen zou hebben), de nieuwe koning naar eigen goedkeuren te verkiezen.
De Poolse adel, de szlachta, was de enige klasse die in politiek opzicht meetelde, die een sterk saamhorigheidsgevoel had. Ze was zeer talrijk, ongeveer 8% van de totale bevolking, maar een groot deel van hen was tamelijk arm. Een kleine minderheid, de magnaten, was evenwel schatrijk; sommige van hen hadden tienduizenden horige boeren op hun uitgestrekte landerijen.

## Geschiedenis 1572-1795
Bij de Unie van Lublin in 1569 werd het Pools-Litouwse Gemenebest, dat tot dusver een personele unie van twee staten was geweest, een confederale staat met een enkel parlement, die tot de Poolse delingen van 1772, 1793 en 1795 stand zou houden.
In 1572 werd Polen een electieve monarchie: het parlement benoemde de nieuwe koning. De eerste koning Hendrik van Valois was geen groot succes. Hij vond Polen geen aangenaam land en reeds na enkele maanden trad hij af. Zijn opvolger, vorst Stefan Báthory van Transsylvanië was een betere keuze. Hij behaalde belangrijke successen in grensoorlogen met de grootvorst van Moskou.

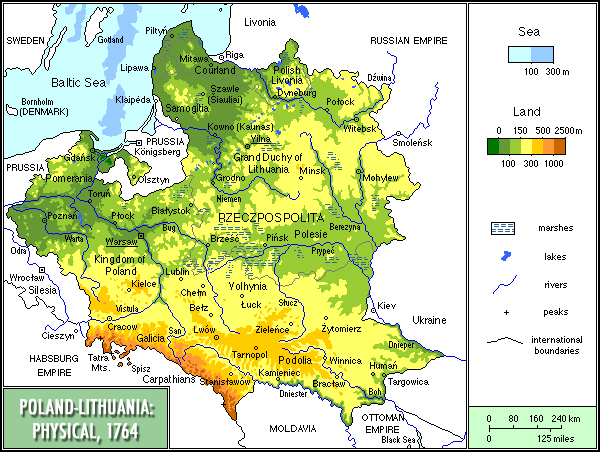
Polen-Litouwen, 1686-1770

In 1586 benoemde de |Sejm, het Pools-Litouwse adelsparlement, Sigismund Vasa (1586-1632) tot koning, een prins uit het Zweedse geslacht Vasa, die van moederszijde een kleinzoon was van Sigismund de Oude. Sigismund Vasa maakt ook aanspraken op de Zweedse troon, waarop hij zich echter maar enkele jaren kan handhaven, omdat het parlement en volk van Zweden geen fanatieke katholiek op de troon wensen. De aanspraken op de Zweedse troon van Sigismund III en zijn zoon Władysław IV Vasa (1632-1648) veroorzaken echter wel complicaties in de verhouding met Zweden, die tot enkele oorlogen zullen leiden.
Een belangrijke verandering onder Sigismund III was dat de hoofdstad werd verplaatst van Krakau naar Warschau. Allereerst verhuisde, na de Unie van Lublin van 1569 de Sejm naar Warschau, dat dichter bij Litouwen was gelegen. Vervolgens bouwt de koning het slot van Warschau om tot een waardige koninklijke residentie en verhuist ook het Hof naar Warschau. Een reden hiervoor was dat Warschau dichter bij Zweden gelegen is, het land dat het eigenlijke centrum van belangstelling van de koning vormde. De verhuizing van de hoofdstad was omstreeks 1600 voltooid.
Tussen 1605 en 1612 intervenieerde het dan nog oppermachtige Polen in de interne aangelegenheden van Rusland, dat dan zijn Tijd der Troebelen doormaakte. Eerst ondersteunde Sigismund Vasa de Eerste Valse Dimitri en vervolgens de Tweede Valse Dimitri, om ten slotte de Russische troon op te eisen voor kroonprins Władysław Vasa, die door een factie onder de Russische bojaren werd ondersteund. Een Pools leger bezette in 1610 zelfs Moskou. Het idee van een rooms-katholieke koning stuitte evenwel onder de orthodoxe bevolking van Rusland op grote weerstand en wekte een sterke patriottistische reactie op. In 1612 werd het Poolse garnizoen in Moskou tot capitulatie gedwongen. Aan het eind van de oorlog mocht Polen-Litouwen wel het gebied van Smolensk behouden, dat vroeger al tot het grootvorstendom Litouwen had behoord, maar ongeveer een eeuw tevoren aan de Moskovieten verloren was gegaan.
Het Pools-Litouwse Gemenebest werd buitengewoon verzwakt door de opstand van Oekraïense kozakken onder leiding van Bohdan Chmelnitski (1648-1656), die in 1655 gevolgd werd door een Russische en een Zweedse invasie. Aan de rand van de afgrond weet het land zich echter nog te herstellen, maar er waren op grote schaal verwoestingen aangericht. De bevolking van het Gemenebest (vóór de crisis ca. 12 miljoen) was met zeker 20% gedaald door oorlogsgeweld, hongersnoden en epidemieën. De bevolkingsteruggang van vele steden was aanzienlijk: de bevolking van Krakau daalde van 28.000 tot 10.000, die van Poznań van 20.000 tot 2.000.
Na deze crisis kwam een einde aan de tolerantie van de 16e eeuw. Het rooms-katholicisme werd voortaan gezien als een wezenskenmerk van de echte Pool, terwijl protestantisme vanaf deze tijd werd vereenzelvigd met de Zweedse vijand en orthodoxie met de Moskovische vijand (die de opstand van de Oekraïense kozakken te eigen bate had ondersteund).

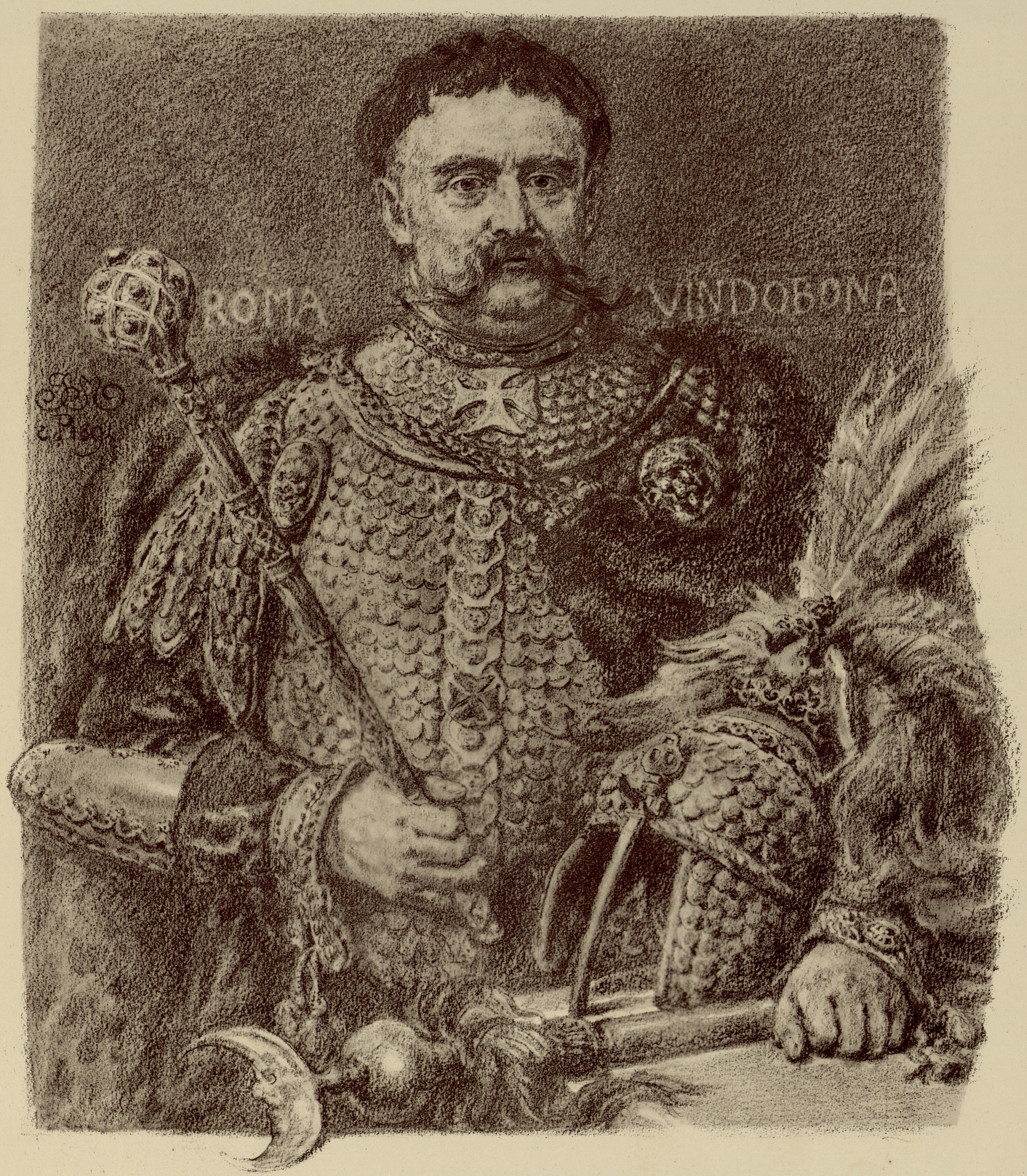
Jan Sobieski

In 1656 profiteerde de keurvorst van Brandenburg, die ook heerser over koninkrijk Pruisen was, van de zwakte van Polen om de leenhorigheid aan de Poolse koning op te zeggen. In vredesverdragen met Rusland moet het Pools-Litouwse Gemenebest in 1665 bovendien afstand doen van het land rondom Smolensk, het oostelijk deel van Oekraïne en de stad Kiev.
In 1683 beleefde de Poolse Adelsrepubliek haar laatste moment van glorie, toen de Poolse koning Jan III Sobieski aan het hoofd van een Duits-Pools leger de door de Ottomaanse Turken belegerde stad Wenen ontzette.
Nadat August de Sterke, koning van Polen en keurvorst van Saksen (1697-1733), in zijn overmoed samen met zijn bondgenoot Peter I van Rusland een oorlog tegen Zweden had ontketend om de Baltische provincies op het Zweedse rijk te kunnen veroveren (1700), begon het voor Polen bergafwaarts te gaan (zie Grote Noordse Oorlog). Het land werd aanvankelijk door de troepen van de Zweedse koning Karel XII onder de voet gelopen. Alleen diens nederlaag tegen tsaar Peter bij Poltawa (in het noordoosten van Oekraïne, 1709) stelde Augustus in staat op zijn troon terug te keren. Maar sindsdien was hij in feite een vazal van de Russische tsaar.
August III de Saks (1733-1763), de zoon van August de Sterke, was een decadente levensgenieter, die zich niet om de politiek bekommerde en niets ondernam tegen het verval van de Adelsrepubliek, die feitelijk een Russische vazalstaat was geworden.

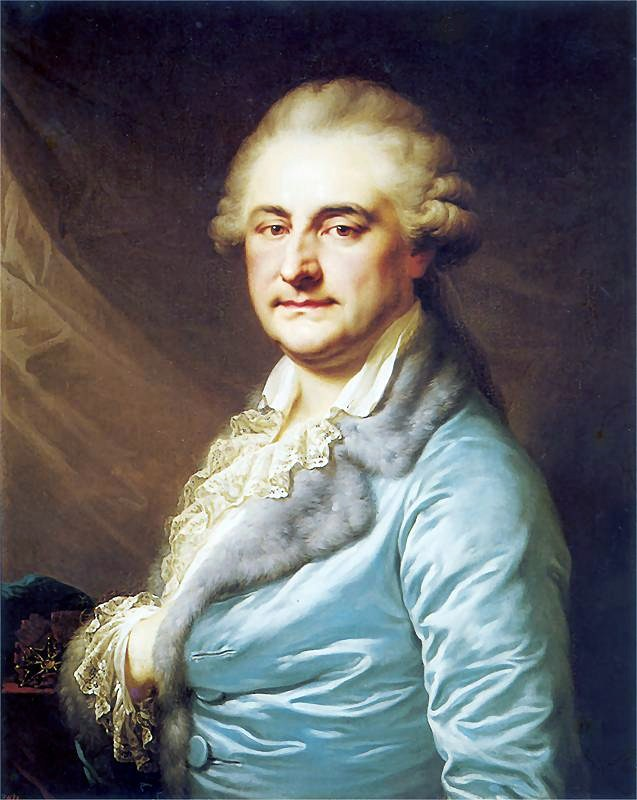
Stanislaus August Poniatowski

In 1763 leidde Russische druk ertoe dat de Sejm de Poolse edelman Stanislaus August Poniatowski, een gewezen minnaar van tsarina Catharina de Grote, tot koning benoemde. Onder zijn regering begon zich in Polen een hervormingspartij te ontwikkelen, die zijn aanhang heeft onder de burgerij en de lagere adel. Deze willen in Polen diepgaande hervormingen doorvoeren, omdat ze inzien dat hun land in de huidige situatie geen kans maakt om als onafhankelijke staat te kunnen blijven voortbestaan. Koning Stanislaw ziet de noodzaak van hervormingen wel in, maar was bang om bij keizerin Catharina, die hem op de troon heeft gezet, in ongenade te vallen; hij laveert voortdurend tussen de hervormingsgezinden en de reactionaire meerderheid van de grote magnaten, die gesteund worden door de tsarina, die zich voordoet als waarborg voor de "Gouden Vrijheid" van de Poolse adel. Haar bedoeling was echter dat Polen een Russische vazalstaat zou blijven.
Intussen ontplooide koning Stanislaw een grote bouwactiviteit in Warschau, waar hij het Koningsslot (Zamek królewski) nog mooier liet verbouwen en het paleizenpark van Lazienki liet aanleggen. Onder zijn regering werd Warschau getransformeerd tot een echte Europese hoofdstad, waarvan de bevolking tussen 1760 en 1790 groeide van circa 30.000 tot meer dan 100.000 inwoners.

### Gebiedsdelingen

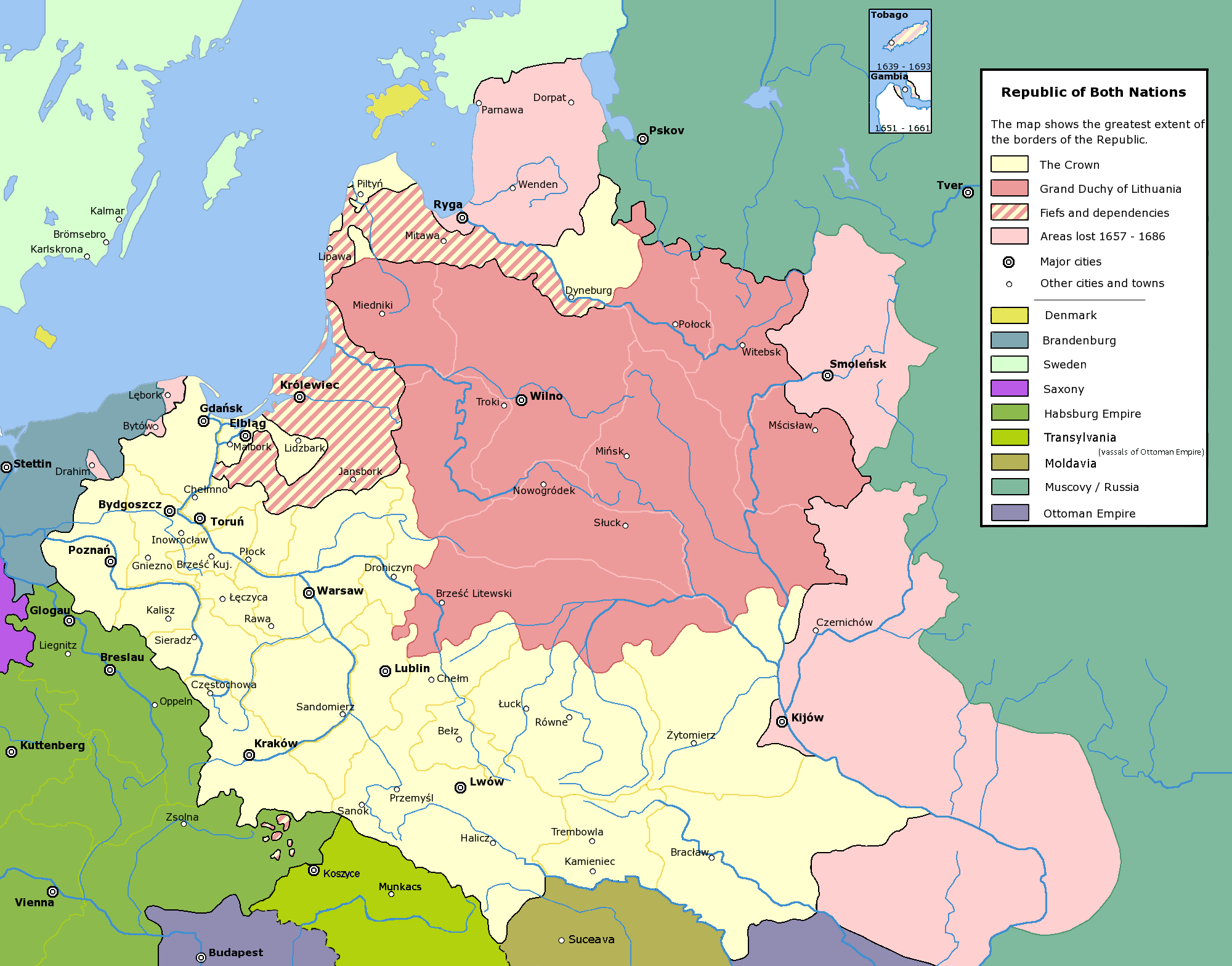
Polen-Litouwen voor de delingen

Een eerste hervormingspoging werd door de tsarina hardhandig afgestraft. Als Polen geen gewillige vazalstaat wil blijven, zou het door Rusland en de twee andere machtige buurstaten ook kunnen worden opgedeeld. Bij de eerste Poolse deling van 1772 werden grote gebieden van het Gemenebest geannexeerd door Rusland, Habsburgse monarchie en koninkrijk Pruisen.
Door de frequente toepassing van het "liberum veto" was het Poolse adelsparlement volkomen verlamd geraakt. Veel parlementsleden kwamen er openlijk voor uit dat zij behoorden tot de "Russische", de "Pruisische" of de "Oostenrijkse" partij. Als reactie op de patstelling in het parlement vormden de twee voornaamste stromingen elk hun eigen "confederatie": de Confederatie van Bar van de hervormingsgezinden en de Confederatie van Targowica van hun conservatieve tegenstanders. Deze situatie bracht het land aan de rand van een burgeroorlog. In 1791 keurden de hervormingsgezinde parlementsleden van de Confederatie van Bar de Poolse Grondwet van 3 mei 1791 goed, de meest liberale grondwet die Europa tot op dat moment had gekend. De grondwet was in sterke mate geïnspireerd door de Amerikaanse Onafhankelijkheidsverklaring. Het principe van de "liberum veto" werd afgeschaft; er werd een erfelijke, maar constitutionele monarchie ingevoerd; ook werd de rechtspositie van de horige boeren sterk verbeterd. Aanvankelijk stemde koning Stanislaw in met deze grondwet. Hij raakte echter weer aan het twijfelen toen hij zag dat de Confederatie van Targowica deze grondwet als een oorlogsverklaring beschouwde. De reactionaire partij kreeg steun van Rusland en Pruisen, die zich beiden fors lieten betalen voor hun steun voor de verdediging van de "Gouden Vrijheid": bij de tweede Poolse deling van 1793 moest Polen nogmaals grote gebieden afstaan, zodat er nog maar een rompstaat overblijft.
In wanhoop kwamen de Poolse patriotten nu in opstand onder leiding van Tadeusz Kościuszko. Met een leger dat voor een belangrijk deel uit met zeisen bewapende boeren bestond, bracht hij de Russen enkele nederlagen toe in de Slag bij Racławice en nabij Warschau. Uiteindelijk moest hij echter capituleren tegen de Russische overmacht. Na de nederlaag van Kościuszko besloten Rusland, Pruisen en Oostenrijk om de Poolse staat volledig te elimineren. De laatste resten van de staat werden in 1795 tussen de drie grote mogendheden verdeeld (derde Poolse deling).

## Geschiedenis van 1795 tot 1918
Na de ondergang van de Poolse onafhankelijkheid in 1795 weken veel Poolse edelen uit naar het revolutionaire Frankrijk, waar zij zich aansloten bij een Pools Legioen, onder leiding van generaal Dąbrowski, dat onder het opperbevel van Napoleon Bonaparte in Italië tegen de Oostenrijkers streed. In de kringen van dit legioen werd een lied gedicht, bekend onder de benamingen "Mazurek Dąbrowskiego" of "Nog was Polen niet verloren", dat in 1923 het nationaal volkslied zou worden van de nieuwe Poolse staat. De dichter en componist van deze hymne zullen zeker niet gedacht hebben dat het nog ongeveer 120 jaar zou duren voordat er weer een onafhankelijke Poolse staat zou komen.
In 1807 kregen de Poolse patriotten een gedeeltelijke genoegdoening, toen Napoleon na zijn overwinning op Pruisen aan dit land een groot deel van zijn buit van de drie Poolse delingen ontnam om daaruit het hertogdom Warschau te creëren. Na Napoleons overwinning op Oostenrijk in 1809 werd hieraan nog de Oostenrijkse buit van de Derde Poolse deling toegevoegd. Het groothertogdom had nu een oppervlakte van bijna 150.000 km², met bijna 4,5 miljoen inwoners, dat ongeveer 60% van de etnische Polen omvatte. Om Oostenrijk niet te veel te verbitteren liet Napoleon na om ook Galicië, de Oostenrijkse buit van 1772, aan de nieuwe vazalstaat toe te voegen, hetgeen een domper zette op de vreugde van de Polen. Hertog van Warschau werd Frederik August I, keurvorst van Saksen en kleinzoon van de voormalige koning August III. Legeraanvoerder van de nieuwe staat werd Józef Poniatowski, een neef (oomzegger) van Polens laatste koning Stanislaus Poniatowski.
Het hertogdom Warschau was natuurlijk in feite een Franse vazalstaat, maar de Polen waren er redelijk enthousiast over. Bovendien waren zij gebrand op wraak op de Russische erfvijand. De ongeveer 100.000 Poolse soldaten die deel uitmaakten van de "Grande Armée", waarmee Napoleon in 1812 Rusland binnenviel, behoorden tot de meest enthousiaste soldaten die onder de keizer dienden. Helaas keerden weinigen van hen levend terug en toen het Russische leger in 1813 Pools grondgebied betrad, was het met het groothertogdom gedaan.
Op het Congres van Wenen werd in 1815 besloten dat Polen verdeeld zou blijven onder Rusland, Pruisen en Oostenrijk. De invloedssferen veranderden echter wel. Het gebied van het hertogdom Warschau werd nu toegewezen aan Rusland, met uitzondering van de provincie Posen (Poznań), die weer onder Pruisisch bestuur kwam. Oostenrijk behield Galicië.
Het Russische deel van Polen kreeg een ruime mate van zelfbestuur. Het werd een Congreskoninkrijk Polen, waarvan de Russische tsaar koning was. Congres-Polen, anders gezegd Russisch-Polen, dat ruim 50% van de etnische Polen huisvestte, kreeg een op papier tamelijk liberale grondwet. Even leek het erop dat er misschien een periode van Pools-Russische verzoening zou aanbreken, maar de "wittebroodsweken" duurden niet lang. Het was een merkwaardige situatie dat de tsaar in Warschau constitutioneel vorst was, die in samenwerking met een parlement regeerde, maar in Moskou en Sint-Petersburg een absolute autocraat. Dat gaf spanningen, die ertoe moesten leiden dat op den duur ofwel ook Rusland een constitutionele monarchie zou worden, ofwel de constitutie in Polen de nek zou worden omgedraaid. In de praktijk had tsaar Alexander de neiging om de Poolse grondwet vaak te negeren. Dat werd nog een stuk erger toen hij in 1825 werd opgevolgd door zijn autoritaire broer Nicolaas.
In november 1830 brak de Poolse Novemberrevolutie van 1830 uit in het Russisch deel, en zij sloeg in minder gewelddadige vorm over naar de andere delen. Politie brak de protesten en adhesiebetuigingen daar, terwijl in het Russische deel militairen nodig waren en gevechten uitbraken. Deze opstand zou tsaar Nicolaas verhinderen te interveniëren in de Belgische Opstand. Na enkele maanden verzet, moesten de Poolse opstandelingen capituleren. Honderden van hen werden geëxecuteerd en duizenden anderen werden naar Siberië verbannen. Vele anderen gingen in ballingschap, en vestigden zich vooral in Parijs. Als strafmaatregel werd aan het koninkrijk Polen zijn autonomie ontnomen. Er ontwikkelde zich nu een fatale spiraal van toenemend verzet, dat door steeds scherpere repressie zou worden beantwoord.
In de 19e eeuw waren de Polen verdeeld over drie staten, Rusland (ca. 60%), Pruisen (ca. 15%) en Oostenrijk (ca. 25%), drie van de vijf grote mogendheden van Europa. Het land te bevrijden van drie onderdrukkers tegelijk leek lange tijd onbegonnen werk. De Poolse adelsklasse (en de opkomende burgerij) ontwikkelde de nieuwe gedachte dat de Polen één natie waren, waartoe niet alleen de adel maar ook de burgers en analfabete plattelanders behoorden. Die laatsten, tot ver in de 19e eeuw lijfeigenen, moesten zich nog tot politiek bewustzijn emanciperen.
Een geluk was dat in de 19e eeuw het reizen over de grenzen betrekkelijk weinig problemen met zich mee bracht. En als de Poolse cultuur onderdrukt werd in Rusland en Pruisen, dan was het altijd mogelijk uit te wijken naar het Oostenrijkse deel van Polen ... of naar Frankrijk. Het was nauwelijks een overdrijving te beweren dat in de 19e eeuw Parijs de culturele hoofdstad van Polen was. De dichter Adam Mickiewicz en de componist Frédéric Chopin, bijvoorbeeld, brachten daar een belangrijk deel van hun scheppend leven door.
In Pruisisch Polen woonden de meeste Polen in de provincie Posen waar, na aanvankelijke tolerantie, sinds de opstand van 1860 een straffe germaniseringspolitiek werd doorgevoerd. In Oostenrijks-Polen beschikten de Polen evenwel over een verregaande culturele autonomie en de Poolse adel nam daarbij een politiek dominerende plaats in. Dat stimuleerde overigens niet zijn streven naar onafhankelijkheid. De Roethenen in het oostelijke deel (Galicië) werden onder Poolse dominantie kort gehouden en zij zochten bescherming bij de Oostenrijkse autoriteiten.
Om de voortdurende opstandigheid van de Polen voorgoed de baas te worden waren in 1860 executies en verbanningen in Russische-Polen nog talrijker dan in 1831. Nu werd zelfs het Koninkrijk Polen opgeheven en de status van het land werd gedegradeerd tot een Russische "goebernija" (provincie). De autonomie werd afgeschaft en het Russisch werd de bestuurstaal. Terreuraanslagen tegen Russische ambtenaren bleven met regelmaat doorgaan. De Russische autoriteiten verboden nu alle onderwijs in het Pools. De haat tegen de Russen die door die maatregel werd opgeroepen is nog tot vandaag levend gebleven in het Poolse bewustzijn. Sinds die tijd was de Rooms-Katholieke Kerk het toevluchtsoord voor het Poolse nationale bewustzijn, de taal en de cultuur. De Russische regering durfde de Kerk niet aan te pakken en dat zou opnieuw zo zijn onder de Sovjet-dominantie, een eeuw later.
In 1860 werd de reactionaire Nicolaas I in Rusland opgevolgd door zijn zoon Alexander II, die serieuze hervormingen ondernam. De hervormingsgezinde tsaar en de hervormingsgezinde Polen slaagden er echter niet in een gemeenschappelijke taal te vinden. Ook in letterlijke zin niet, want het Pools zou als tweede taal door het Russisch als enige vervangen worden. Zijn opvatting van hervorming omvatte ook de bestuurlijke centralisering en culturele homogenisering van zijn rijk.
De band met Rusland had economisch wel voordelen. Door de relatief hoge volksontwikkeling, de opheffing van de lijfeigenschap, en het relatief dichte spoorwegnet in de tamelijk dichtbevolkte Poolse provincie, werd Russisch-Polen een van de centra van industrialisatie in het Russische Rijk. De toegang tot de Russische markt was zeer voordelig voor de opkomende Poolse industrie. Deze industrie werd overigens vooral door Joden en Duitsers ontwikkeld.
Warschau was na Sint-Petersburg en Moskou de derde stad van het Russische Rijk en ontwikkelde zich in snel tempo tot een belangrijke industriestad. De stad, die na het verlies van de Poolse onafhankelijkheid in 1795 gedurende de eerste decennia flink was achteruitgegaan, vertoonde in de 2e helft van de 19e eeuw een zeer snelle groei: in 1892 werd een bevolkingsaantal van 500.000 bereikt. Nog spectaculairder was de groei van het textielcentrum Łódź, soms wel het "Poolse Manchester" genoemd, dat in 1830 nog slechts een groot dorp van 4.000 inwoners was, maar in 1900 ongeveer 300.000 inwoners telde.
Ondanks de snelle groei van de industrie en de steden leefde omstreeks 1900 nog bijna 70% van de bevolking op het platteland. Keuterboertjes met te weinig grond om behoorlijk van te kunnen leven vormden de meerderheid. In die tijd kwam een grote emigratie op gang naar Duitsland en de Verenigde Staten.

## Tijdens het interbellum

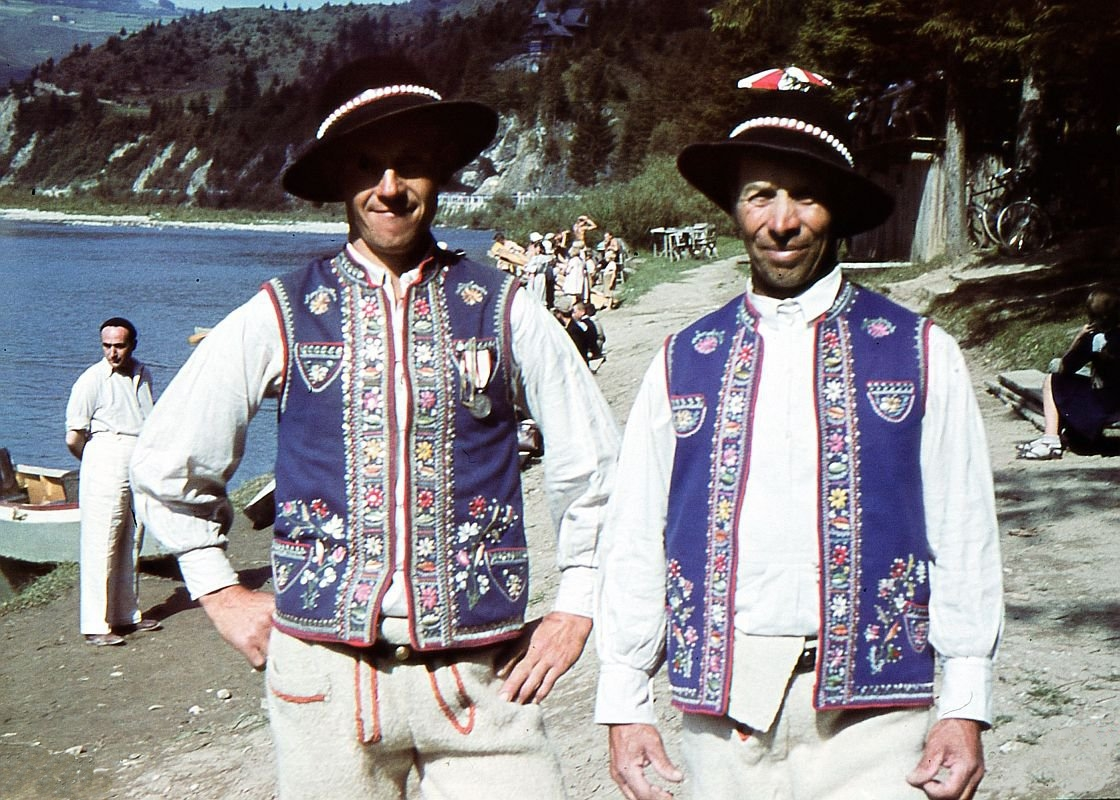
Szczawnica 1939

Het land verscheen na 1918 hernieuwd op de Europese kaart, na ten gevolge van de Poolse delingen anderhalve eeuw verdeeld te zijn geweest tussen de omringende mogendheden (Pruisen respectievelijk Duitse Rijk, Keizerrijk Oostenrijk en Keizerrijk Rusland). De begrenzingen van de heropgerichte staat waren echter ongewis en de Geallieerden waren het daar ook niet over eens. Frankrijk wenste een zo groot mogelijke uitbreiding, Groot-Brittannië was zuiniger en betwijfelde of de stad Danzig en de industrie van Opper-Silezië wel in goede handen zouden komen, wanneer deze gebieden bij Polen gevoegd zouden worden. Maarschalk Józef Piłsudski, de leider van de (niet-marxistische) Poolse Socialistische Partij (PSP) werd de eerste president van de republiek Polen. Als oostgrens werd in 1918 na Britse bemiddeling de Curzonlijn getrokken, genoemd naar de Britse minister van buitenlandse zaken, Lord George Curzon. Ten westen van deze lijn was meer dan 50 % van de bevolking Pools, ten oosten een kwart.
Aangemoedigd door de successen van de Oekraïense nationalisten en het Witte Leger in Rusland, ging Polen zich in 1919 de grenzen ver over de Curzonlijn heen verleggen in Wit-Rusland en Oekraïne, hetgeen leidde tot een oorlog met de Sovjet-Unie. Aanvankelijk boekte het Poolse Leger grote successen tegen het Rode Leger, maar later wist de Sovjet-Russische maarschalk Michael Toechatsjevski diep in de Poolse binnenlanden door te dringen en in juli 1920 stond het Rode Leger voor de poorten van Warschau. Een Poolse tegenaanval (geassisteerd door generaal Haller met zijn Poolse legerkorps uit Frankrijk) in augustus 1920 verdreef het Rode Leger echter weer. Onderhandelingen met de Sovjet-Russen leidden tot een wapenstilstand op 12 oktober 1920 en de vrede van Riga in maart 1921. Door deze vrede werd de staatsgrens ver ten oosten van de Curzonlijn gelegd en kwamen omvangrijke Litouwse, Wit-Russische en Oekraïense minderheden binnen de Poolse grenzen (totaal 5 miljoen mensen).
In het westen kwamen Posen en West-Pruisen met grote aantallen Duitsers binnen de grenzen van het nieuwe Polen te liggen. Maar voor het voor 95% Duitstalige Danzig en omgeving werd een uitzondering gemaakt. Daar richtte de Volkenbond een vrijstaat op die overigens zeer nauwe banden met Duitsland cultiveerde. In Opper-Silezië en zuidelijk Oost-Pruisen (Mazoerië) moesten volksstemmingen gehouden om de grenzen te bepalen. Mazoerië stemde met 96 % voor Duitsland, Opper-Silezië voor 60%, en zodoende werd die provincie verdeeld in een Duits en een Pools deel. In totaal kwamen met de bij Polen gevoegde gebieden nu 1 miljoen Duitsers in het nieuwe Polen te wonen.
Met Tsjechoslowakije werd in januari/februari 1919 een korte grensoorlog om Teschen uitgevochten. Deze grensoorlog eindigde in een verdeling van het gebied langs etnische grenslijnen. Door deze oorlogen en de spanningen rond de minderheden had Polen met al zijn buren slechte relaties. De belangrijkste bondgenoot van Polen in het interbellum was Frankrijk. Dat Polen nog een heel instabiel land was, werd in 1922 nader onderstreept door de moord van 16 december op Gabriel Narutowicz, de eerste president van de jonge staat, die eerst 5 dagen tevoren was ingehuldigd.
In 1923 trad Piłsudski af waarna er instabiele coalitieregeringen werden gevormd. In 1926 pleegde Piłsudski een coup en werd minister van Defensie. Hij weigerde echter het presidentschap op zich te nemen, maar regeerde in feite als dictator. Toch werd hij door velen als een soort verlicht despoot gezien; met name de bescherming van de Joodse minderheid van ruim 10% nam hij serieus. Daarnaast werden zo veel mogelijk Duitsers het land uitgewerkt.
Zijn bewind werd afgelost door de extreem nationalistische 'nationale democraten' van Roman Dmowski. Deze stelden de minderhedenbeschermingsbepalingen grotendeels buiten werking en riepen daarmee veel weerstand op, met name in Galicië waar door verzet en opstandigheid de noodtoestand moest worden ingesteld. Na 1935 werd de macht gedragen door autoritaire militairen, die het toenemend antisemitisme tolereerden. Zij maakten zelfs plannen om een deel van de Joden in een emigratieprogramma onder te brengen. De uitgebroken oorlog zou dat voorkomen en voor de Joden groter onheil brengen.
Na het Verdrag van München in 1938 en de annexatie door nazi-Duitsland van het Sudetenland, mocht Polen het deel van Teschen dat in 1921 Tsjechisch was geworden alsnog in bezit nemen: Zaolzie, aan de overzijde van de rivier de Olza).

## Tijdens de Tweede Wereldoorlog
Op 1 september 1939 werd Polen aangevallen door nazi-Duitsland (operatie Fall Weiss) en op 17 september 1939 door de Sovjet-Unie, zoals afgesproken in het geheime gedeelte van het Molotov-Ribbentroppact. Ondanks dappere tegenstand bezweek het Poolse leger tegenover de overmacht. Polen heeft onder de Duitse bezetting ontzettend geleden. De Poolse regering en een deel van de krijgsmacht week, via Roemenië, uit naar Engeland, waar een regering in ballingschap en een nieuw leger werden gevormd. Dat leger zou uitgroeien tot de op vier na grootste geallieerde strijdmacht.
Op Poolse grondgebied herstelde de Duitse bezetter de grenzen van voor 1919. De Poolse maatschappelijke en intellectuele bovenlaag werd daar met geweld verdreven naar het zogenaamde Generaal-Gouvernement Warschau waar onder SS-gezag een bezettingsterreur werd uitgevoerd, die de Polen zwaar maar de Joden met fysieke vernietiging trof. Zij werden in getto's geconcentreerd en vandaar naar werk- en vernietigingskampen gedeporteerd waarin minder dan één op de tien eind 1944 nog in leven zou zijn (zie Holocaust).
In Polen was een ondergronds verzetsleger actief, het Binnenlands Leger (Armia Krajowa (AK)). De in augustus 1944 door het AK georganiseerde Opstand van Warschau leidde tot de bijna volledige verwoesting van de Poolse hoofdstad. Stalin en de Sovjet-Unie die een communistisch, dus niet democratisch Polen wensten, wilden de macht van de nationale Polen door Hitler laten breken, om zelf schone handen te houden. Zij maakten front op geringe afstand van de stad zodat het Poolse verzetsleger geen schijn van kans had.

## Volksrepubliek Polen

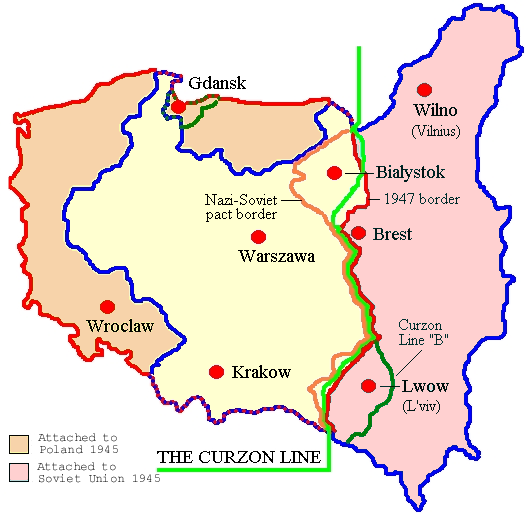
Polen vóór en na de Tweede Wereldoorlog

In 1945 kwam aan de Duitse bezetting een einde na de verdrijving door het Rode Leger. De bezetting heeft aan 5,8 miljoen Polen (waarvan iets meer dan 3 miljoen Poolse joden) het leven gekost; ruim 16% van de 35,1 miljoen inwoners die in 1939 waren geteld. Tevens heeft het land in materieel opzicht zwaar geleden, enerzijds door gevechtshandelingen, anderzijds door het doelgericht opblazen van cultureel erfgoed door de Duitse bezetter.
Sinds 1945 ligt Polen aanzienlijk westelijker: het kreeg uitgestrekte gebieden van overwonnen Duitsland (gebied 1931, zuidelijk Oost-Pruisen, Pommeren, Neder-Silezië, Opper-Silezië, Danzig, Neumark/Oost-Brandenburg) en verloor oostelijke gebieden aan de Sovjet-Unie. Dit had voor Polen enorme gevolgen: in de voormalige Duitse gebieden woonden in 1944 nog 9,2 miljoen Duitsers; zij werden verdreven waarbij velen om het leven kwamen.
Nu het leger van de nationale Polen was vernietigd, kon dat van de Poolse autoriteiten van de Volksrepubliek Polen met hulp van Sovjetautoriteiten deze zeer grootschalige nationale en etnische zuivering uitvoeren. Polen in de oostelijke gebieden, die nu definitief aan de Sovjet-Unie Wit-Rusland en Oekraïne waren gekomen, moesten vertrekken en werden naar de Duitse annexatiegebieden gestuurd. Deze dubbele etnische zuivering was een grote onderneming voor Polen, temeer omdat de Duitse annexaties zwaar verwoestend waren geweest. Op 13 november 1945 werd een apart Ministerie voor de Herwonnen Gebieden (zoals men de van Duitsland geannexeerde provincies noemde) onder leiding van de nationaalgezinde communist Władysław Gomułka opgericht. Oekraïners uit zuidoost Polen werden de grens overgezet, terwijl Roethenen, die men van pro-Oekraïens nationalisme verdacht, naar het voorheen Duitse Pommeren en Silezië werden overgebracht.
Gesteund door het aanwezige Sovjetleger kwam de Poolse Volksrepubliek tot stand. De Poolse Verenigde Arbeiderspartij (communisten) verkreeg een monopoliepositie. De stalinist Bolesław Bierut regeerde met harde hand en implementeerde het marxisme-leninisme. Een proces van zuivering van de politiek van stalinistische elementen (de zogeheten destalinisatie) bracht in 1956 de populaire nationaal-communist Władysław Gomułka aan de macht, die onder Bierut gevangen zat. Gomulka ontpopte zich echter ook al snel als een dictator.

### Overgang naar democratie
Na 1970 kwamen er zwakkere communistische regeringen tot stand; veel Polen begonnen zich af te keren van het bewind en gingen de (illegale) oppositie steunen. Eind jaren zeventig werd de vakbeweging Solidarność gevormd onder leiding van Lech Wałęsa. Solidarność ontving steun van de Rooms-Katholieke Kerk en verscheidene intellectuelen. De meeste havenarbeiders in Gdańsk sloten zich bij Solidarność aan. In 1978 koos het Vaticaan een Pool als paus. Deze paus, Johannes Paulus II, keerde zich tegen de communistische dictatuur in zijn geboorteland en streed voor mensenrechten. Zijn eerste terugkeer naar Polen als paus in het voorjaar van 1979 was een triomftocht door zijn geboorteland waarbij hij miljoenen gedesillusioneerde Polen op de been kreeg. Het betekende ook de grote impuls voor Solidarność, die aan haar zegetocht begon en het communistische regime op vreedzame wijze tot vergaande concessies dwong, met als hoogtepunt de legalisering van de eerste onafhankelijke vakbond in een communistisch land. Prompt sloten er zich 10 miljoen Polen aan bij Solidarność; de grote meerderheid van de beroepsbevolking.
Deze situatie was voor de communistische machthebbers in Moskou niet verteerbaar en een interventie hing in de lucht. Onder druk van de Sovjet-Unie greep generaal Wojciech Jaruzelski op 13 december 1981 de macht en kondigde de staat van beleg af. De macht van de Poolse Verenigde Arbeiderspartij (PZPR) werd hersteld en de vakbond Solidarność en andere oppositiebewegingen werden verboden. In 1983 werd de staat van beleg weer opgeheven. President Jaruzelski probeerde echter al vanaf het begin de staat te hervormen en liberaliseerde het regime. Hij geloofde echter dat de hervormingen tot stand zouden komen via de PZPR.
In 1985 kwam Michail Gorbatsjov in de Sovjet-Unie aan de macht. In 1986 liet deze aan Jaruzelski weten dat hij de communistische regering in Polen niet via wapengeweld van het Sovjetleger wilde handhaven. In 1988 begon Jaruzelski rondetafelbesprekingen met de oppositie, en vooral met Solidarność van Lech Wałęsa. President Jaruzelski en de oppositie kwamen overeen dat er vrije verkiezingen moesten worden gehouden. Er kwam een tweekamerparlement. Jaruzelski – die overigens werd tegengewerkt door de hardliners binnen de communistische partij – wist echter wel te bereiken dat ongeacht de verkiezingsuitslag de PZPR een meerderheid van zetels kon gaan bezetten in de Sejm, het Poolse lagerhuis. Hoewel de communisten een enorme nederlaag leden, bleven ze via deze regeling (voorlopig) aan de macht. In juli 1989 werd Jaruzelski tot president gekozen en de katholieke intellectueel Tadeusz Mazowiecki werd minister-president. Onder toeziend oog van de Sovjet-Unie kon zich tot begin jaren negentig een communistisch regime handhaven, waarna onder impulsen van Solidarność de democratie zich kon ontwikkelen.

## Derde Republiek
Bij de eerste 'echte' democratische verkiezingen in het naoorlogse Polen won Solidarność (nu dus als politieke partij) de verkiezingen en werd Wałęsa president. Sinds 1995 was de sociaaldemocraat Aleksander Kwaśniewski president van Polen. In 1998 trad Polen toe tot de NAVO.
Na de terroristische aanslagen op 11 september 2001 in de Verenigde Staten werd Polen, onder Kwaśniewski en tot grote controverse binnen en buiten Polen, een van de trouwste bondgenoten van de Verenigde Staten in de door dat land uitgeroepen strijd tegen terrorisme. Polen leverde naast Groot-Brittannië en Australië de enige niet-Amerikaanse gevechtstroepen die op land opereerden tijdens de invasie van Irak, weliswaar een zeer bescheiden aantal. Na de bezetting voerde Polen het bevel over een van de vier sectoren waarin Irak verdeeld werd (de South-Central zone), de overige sectoren stonden onder Amerikaans of Brits bevel.

## Toetreding tot Europese Unie
Op 1 mei 2004 werd Polen lid van de Europese Unie en op 21 december 2007 deel van de Schengenzone. Het is onduidelijk wanneer men de euro zal invoeren.
Op 25 september 2005 gaven de parlementsverkiezingen een monsterzege van de rechtse oppositie te zien met de opkomst van de nationalistisch conservatief-rechtse partij Prawo i Sprawiedliwość, terwijl de sociaaldemocratische regeringspartij SLD gedecimeerd werd. Op 23 oktober 2005 werd Lech Kaczyński verkozen tot president van Polen, terwijl diens tweelingbroer Jarosław Kaczyński de drijvende kracht werd achter een nieuwe, conservatief-rechtse regering, waarvan hij in juli 2006 zelf premier zou worden. Deze regering, die geplaagd werd door schandalen en affaires, was echter geen lang leven beschoren. Op 21 oktober 2007 won het liberale Burgerplatform van Donald Tusk de vroeg uitgeschreven parlementsverkiezingen en op 9 november werd Tusk zelf premier. Hiermee werd het Poolse binnenlandse en buitenlandse beleid aanzienlijk minder confrontatiegericht dan voordien het geval was geweest. De samenwerking tussen de president en de premier, vertegenwoordigers van rivaliserende partijen, verliep echter uiterst moeizaam.
Op 10 april 2010 kwamen bij een vliegtuigcrash in de buurt van Smolensk president Lech Kaczyński, diens vrouw Maria en vele vooraanstaande Poolse politici en andere hoogwaardigheidsbekleders om het leven. De voorzitter van de Sejm, Bronisław Komorowski, werd hierop waarnemend president. Zijn eerste verrichting was het uitroepen van een week van nationale rouw. Hij kreeg tot taak uiterlijk op 20 juni nieuwe presidentsverkiezingen te organiseren. Die presidentverkiezing vond in twee ronden plaats. Op zondag 27 juni lukte het geen van de kandidaten een absolute meerderheid voor zich te winnen. Tijdens de slotronde op 4 juli zegevierde de liberale  Komorowski met ongeveer 53% van de stemmen en werd daarmee de nieuwe Poolse president.
In 2015 won de Pis echter de verkiezingen en werd Andrzej Duda president. Door zijn beleid, onder andere vanwege het lhbti-beleid, repressieve besluiten tegen de rechtelijke macht en de onafhankelijkheid van de media, verslechterde de relatie met de EU. Sinds 2017 loopt er een zogenoemde artikel 7-procedure tegen Polen. Het land kan daarbij in het uiterste geval zijn stemrecht binnen de EU verliezen vanwege het schenden van Europese basiswaarden. Tevens is de Europese Commissie meerdere keren een procedure gestart bij het Europees Hof om omstreden Poolse wetten tegen te houden. Zo was er de uitspraak in juli 2021 dat de omstreden tuchtkamer voor rechters in strijd was met het Europees recht. Eind 2021 bleek uit internationaal onderzoek van het Pegasus-project dat tijdens de verkiezingscampagne van 2019 de campagneleiders van de oppositie systematisch waren afgeluisterd, hetgeen de geloofwaardigheid van de (nipte) verkiezingsuitslag in twijfel trekt.